# یواس‌اس ال‌اس‌تی-۴۷۲
یواس‌اس ال‌اس‌تی-۴۷۲ (به انگلیسی: USS LST-472) یک کشتی بود که طول آن ۳۲۸ فوت (۱۰۰ متر) بود. این کشتی در سال ۱۹۴۲ ساخته شد. کشتی مذکور در عملیات در جزایر میندورو فیلیپین در ۲۱ دسامبر ۱۹۴۴غرق شد.